# James J. Lindsay

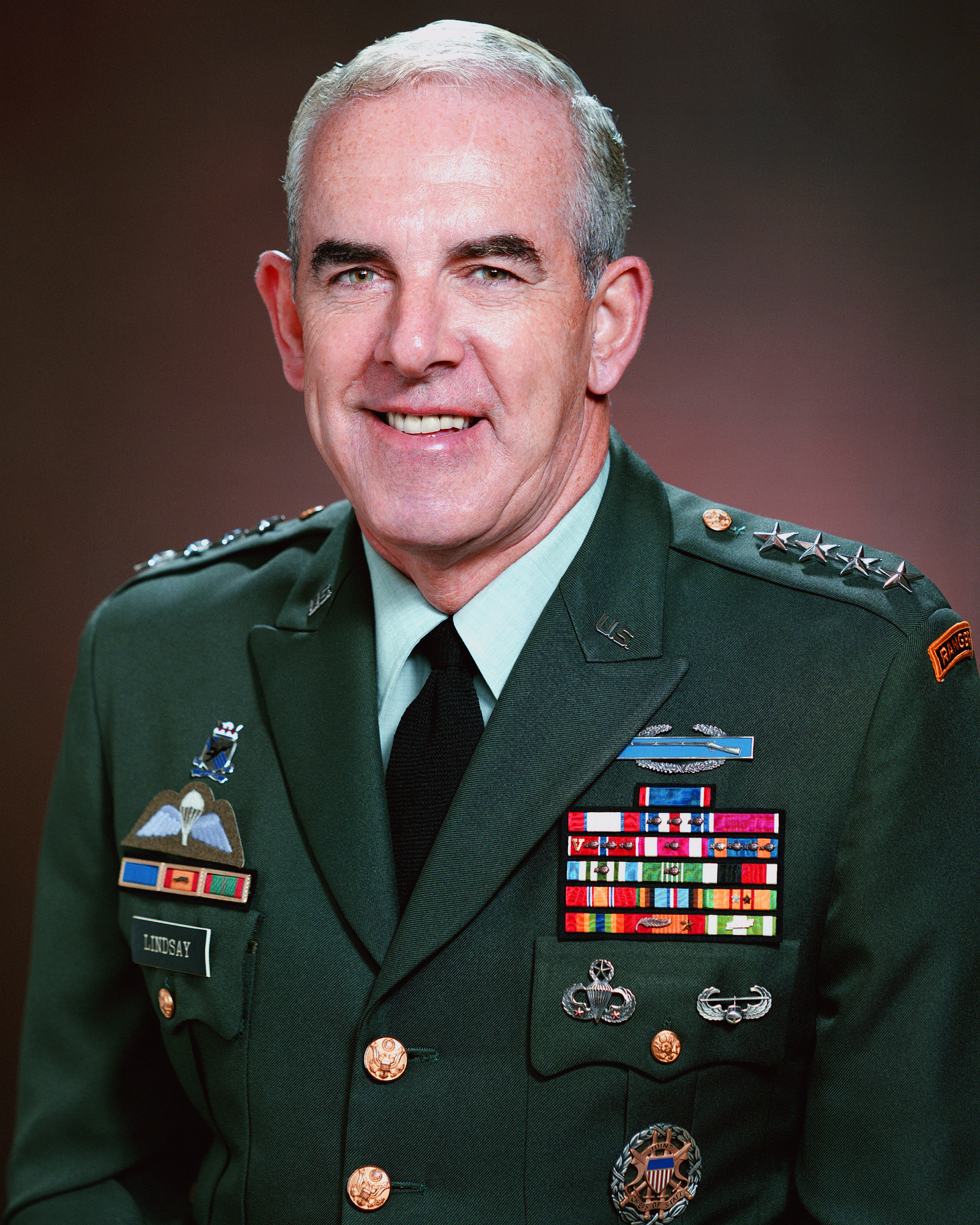
General James J. Lindsay (1986)

James Joseph Lindsay (* 10. Oktober 1932 in Portage, Wisconsin; † 5. August 2023 in Vass, Moore County, North Carolina) war ein General der US Army, der zuletzt von 1987 bis 1990 erster Kommandierender General des US-Kommandos für Spezialoperationen (US Special Operations Command) war.

## Leben
Lindsay begann am 12. Februar 1952 eine Offiziersausbildung an der Infantry Officer Candidate School, die er am 20. Mai 1953 abschloss. Nach verschiedenen Verwendungen als Offizier war er während des Vietnamkrieges als Major 1964 Berater eines Bataillons des Heeres der Republik Vietnam und bekam hierfür am 2. Februar 1965 erstmals einen Silver Star verliehen. Als Oberstleutnant war er 1968 in Vietnam Kommandeur des 2. Bataillons des 60. Infanterieregiments der 1. Brigade der 9. Infanteriedivision (9th Infantry Division) und erhielt für seine dortigen Verdienste am 24. Juni 1968, 1. Juli 1968 und am 24. August 1968 einen Bronzenen Eichenblattzweig anstelle eines zweiten, dritten und vierten Silver Star sowie am 10. Februar 1969 das Distinguished Service Cross. Darüber hinaus wurde er für seine Verdienste im Vietnamkrieg der Legion of Merit ausgezeichnet.
Nach weiteren Verwendungen in der US Army übernahm Generalmajor Lindsay am 1. Februar 1981 von Generalmajor Guy S. Meloy den Posten als Kommandeur der 82. Luftlandedivision (82nd Airborne Division) und hatte diesen bis zu seiner Ablösung durch Generalmajor Edward Trobaugh am 24. Juni 1983 inne. Im Anschluss war er zwischen Juni 1983 und seiner Ablösung durch Generalmajor John W. Foss im April 1984 der in Fort Benning ansässigen US Army Infantry School. Er war als Nachfolger von Generalleutnant Jack V. Mackmull zwischen April 1984 und seiner Ablösung durch Generalleutnant John W. Foss im Oktober 1986 als Generalleutnant Kommandeur des XVIII. US-Luftlandekorps (XVIII Airborne Corps) und zugleich Standortkommandant von Fort Bragg, einer der größten Stützpunkte der US Army. Für seine Verdienste in dieser Zeit wurde ihm am 8. Oktober 1986 erstmals eine Army Distinguished Service Medal verliehen. 1986 löste er General Fred K. Mahaffey als Oberkommandierender des US-Bereitschaftskommandos REDCOM (United States Readiness Command) ab und übte diese Funktion bis zur Auflösung des Kommandos 1987 aus.
Zuletzt wurde Lindsay am 16. April 1987 erster Kommandierender General des aus dem US-Bereitschaftskommand REDCOM hervorgegangenen US-Kommandos für Spezialoperationen USSOCOM (US Special Operations Command) und verblieb auf diesem Posten bis zum 27. Juni 1990, woraufhin General Carl W. Stiner seine Nachfolge antrat. Für seine Verdienste in dieser Zeit erhielt er am 4. Mai 1990 einen Bronzenen Eichenblattzweig anstelle einer zweiten Army Distinguished Service Medal. 1990 schied er aus dem aktiven Militärdienst aus und trat in den Ruhestand.

## Auszeichnungen
Auswahl der Auszeichnungen, sortiert in Anlehnung der Order of Precedence of Military Awards:
- Distinguished Service Cross
- Army Distinguished Service Medal (2×)
- Silver Star (4×)
- Legion of Merit
- Bronze Star (4×)
- Meritorious Service Medal (2×)
- Air Medal (9×)
- Joint Service Commendation Medal (2×)
- Army Commendation Medal (2×)
- Navy Occupation Service Medal
- National Defense Service Medal
- Armed Forces Expeditionary Medal
- Vietnam Service Medal (6×)
- Army Service Ribbon
- Gallantry Cross
- Vietnam Campaign Medal

## Weblink
- Eintrag in der Hall of Valor

## Einzelnachweis
1. ↑  F. T. Norton: 'One of our greatest': U.S. Special Operations Command retired Gen. James Lindsay dies at 90. In: eu.fayobserver.com. 6. August 2023, abgerufen am 6. August 2023 (amerikanisches Englisch).

| Personendaten    | Personendaten                                   |
| ---------------- | ----------------------------------------------- |
| NAME             | Lindsay, James J.                               |
| ALTERNATIVNAMEN  | Lindsay, James Joseph (vollständiger Name)      |
| KURZBESCHREIBUNG | US-amerikanischer Offizier, General der US Army |
| GEBURTSDATUM     | 10. Oktober 1932                                |
| GEBURTSORT       | Portage, Wisconsin                              |
| STERBEDATUM      | 5. August 2023                                  |
| STERBEORT        | Vass, North Carolina                            |